# Rhododendron sikangense
Rhododendron sikangense là một loài thực vật có hoa trong họ Thạch nam. Loài này được W.P. Fang miêu tả khoa học đầu tiên năm 1952.

## Hình ảnh

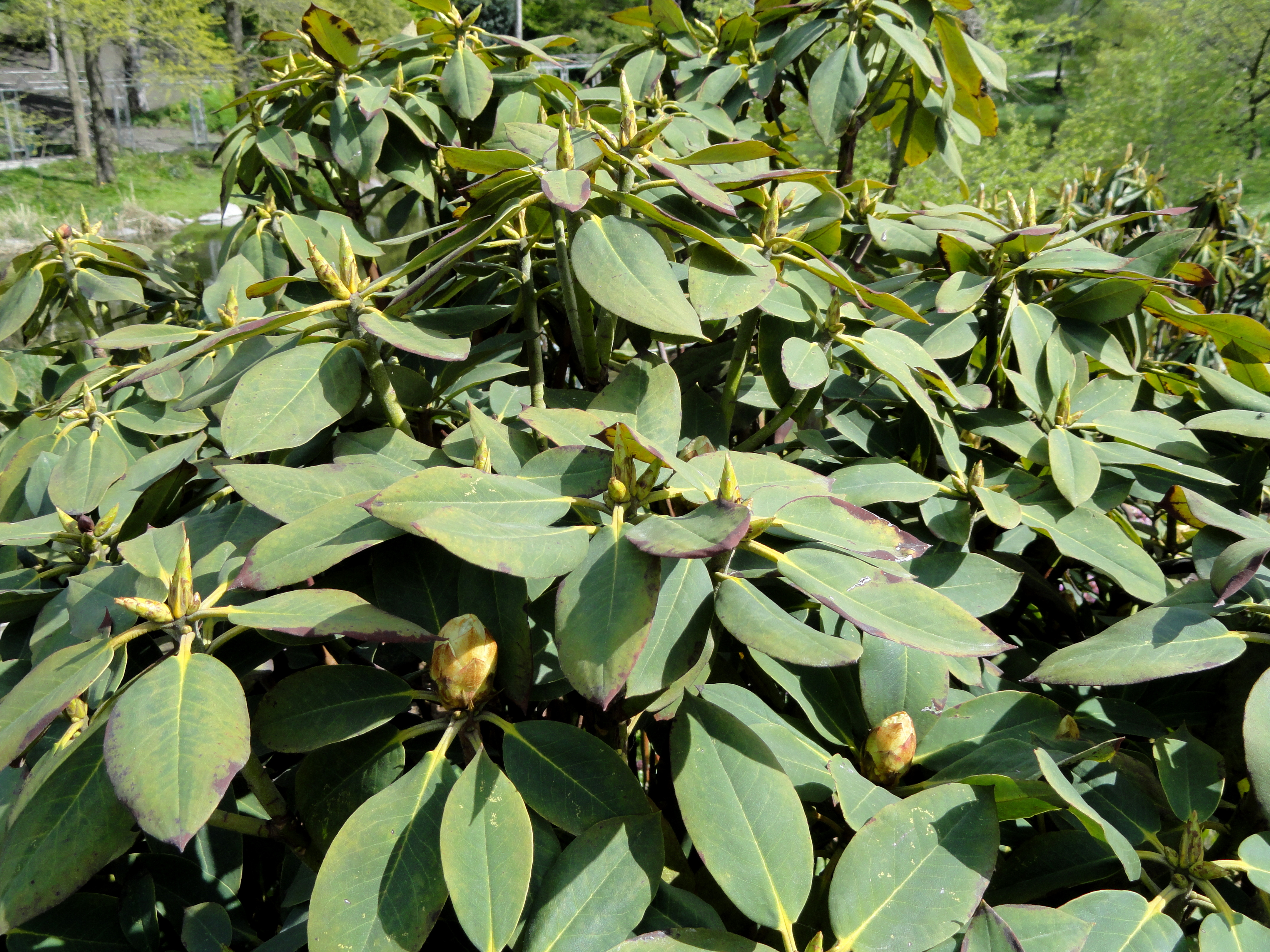
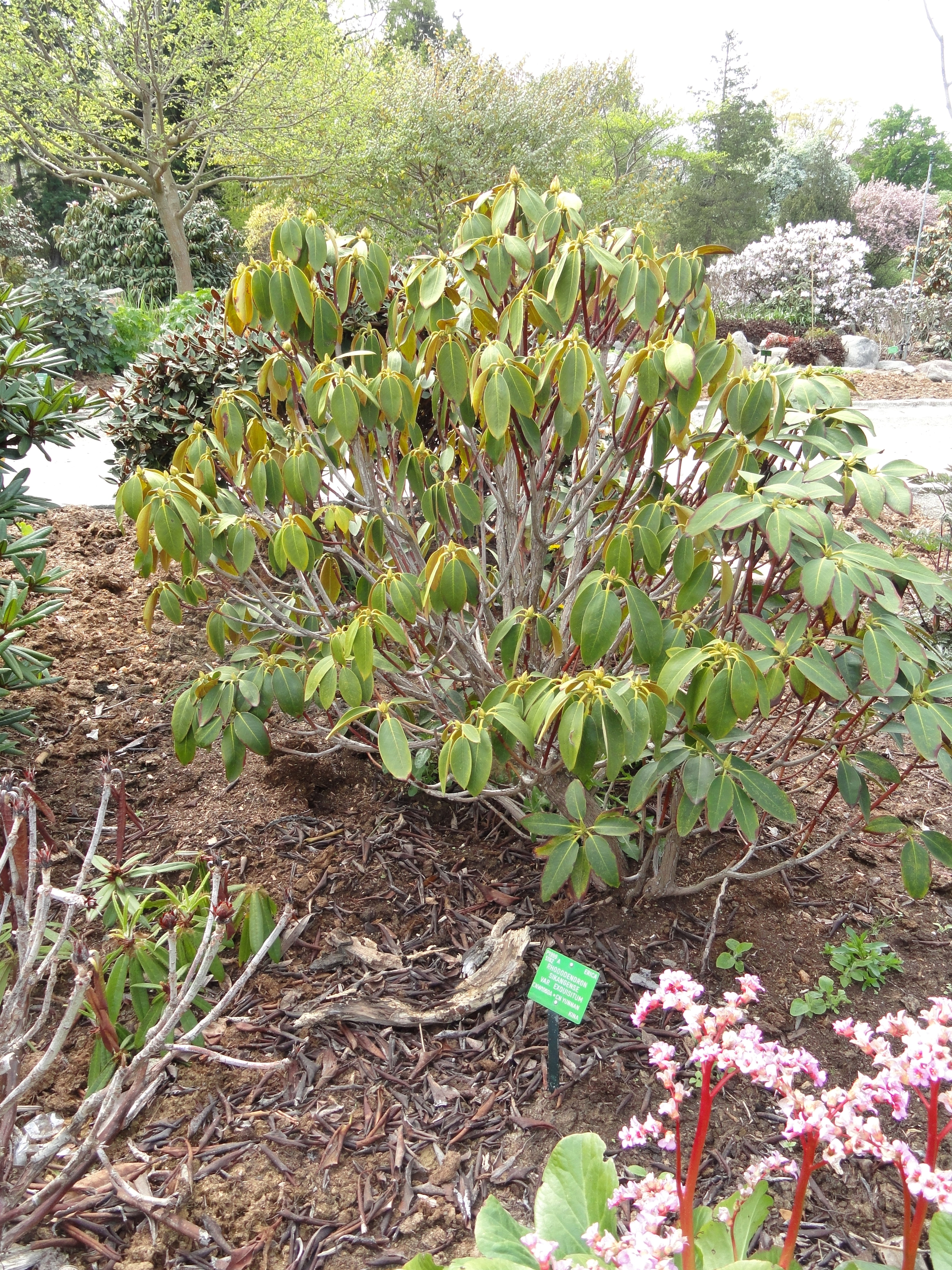